# My Flame Burns Blue
Albums de Elvis Costello with the Metropole Orkest
Piano Jazz: McPartland/Costello
(2004) The River in Reverse
(2006)
My Flame Burns Blue (2006) est un album live d'Elvis Costello. Il comprend des enregistrements de performances réalisées au North Sea Jazz Festival en juillet 2004. Les chansons proviennent de différentes époques de la carrière de Costello. Il joue aux côtés de Steve Nieve et du Metropole Orkest, conduit par Vince Mendoza.

## Liste des pistes
| No  | Titre                             | Auteur                         | Durée |
| --- | --------------------------------- | ------------------------------ | ----- |
| 1.  | Hora Decubitus                    | Charles Mingus, Elvis Costello | 5:46  |
| 2.  | Favourite Hour                    | Costello                       | 3:58  |
| 3.  | That's How You Got Killed Before  | Dave Bartholomew               | 4:14  |
| 4.  | Upon a Veil of Midnight Blue      | Costello                       | 5:12  |
| 5.  | Clubland                          | Costello                       | 4:52  |
| 6.  | Almost Blue                       | Costello                       | 5:51  |
| 7.  | Speak Darkly, My Angel            | Costello                       | 3:59  |
| 8.  | Almost Ideal Eyes                 | Costello                       | 4:19  |
| 9.  | Can You Be True?                  | Costello                       | 3:57  |
| 10. | Put Away Forbidden Playings       | Costello                       | 4:22  |
| 11. | Episode of Blonde                 | Costello                       | 6:09  |
| 12. | My Flame Burns Blue (Blood Count) | Billy Strayhorn, Costello      | 5:14  |
| 13. | Watching the Detectives           | Costello                       | 5:24  |
| 14. | God Give Me Strength              | Burt Bacharach, Costello       | 6:56  |